# Piedad Bonnett
Piedad Bonnett, née à Amalfi (Colombie) en 1951, est une poétesse et dramaturge colombienne.
Sa famille s'installe à Bogota lorsqu'elle a 8 ans. Elle a obtenu une licence de Philosophie et Lettres à l'Université des Andes, où elle est professeur depuis 1981.
- Nunca fue tan hermosa la mentira como en tu boca, CANCIÓN (Jamais le mensonge n'a été si beau que dans ta bouche, CHANSON).

## Prix
- Prix National de Poésie, Instituto Colombiano de Cultura, 1994